# Sri Lanka en los Juegos Paralímpicos de Atlanta 1996
Sri Lanka estuvo representada en los Juegos Paralímpicos de Atlanta 1996 por un deportista masculino. El equipo paralímpico esrilanqués no obtuvo ninguna medalla en estos Juegos.